# Gruppo Sportivo Hockey Pordenone 1977
Questa voce raccoglie le informazioni riguardanti il Gruppo Sportivo Hockey Pordenone nelle competizioni ufficiali della stagione 1976.

## Maglie e sponsor
Lo sponsor ufficiale per la stagione 1977 fu la Postalmobili.
| 1ª divisa |

## Rosa
| N° | Naz.                  | Ruolo | Sportivo               |  |  |  |
| -- | --------------------- | ----- | ---------------------- |  |  |  |
| ?  | Italia (bandiera)     | E     | Mattia Battistuzzi     |  |  |  |
| ?  | Italia (bandiera)     | E     | Luciano Dall'Acqua     |  |  |  |
| ?  | Portogallo (bandiera) | E     | Jose Virgilio Domingos |  |  |  |
| ?  | Italia (bandiera)     | E     | Aldo Fonzari           |  |  |  |
| ?  | Italia (bandiera)     | E     | Gasparotto             |  |  |  |
| ?  | Italia (bandiera)     | E     | Maurizio Kalik         |  |  |  |
| ?  | Italia (bandiera)     | E     | Carlo Koessler         |  |  |  |
| ?  | Italia (bandiera)     | P     | Carlo Sbalchiero       |  |  |  |
| ?  | Italia (bandiera)     | E     | Antonio Toffolon       |  |  |  |

- Allenatore: